# Parvavorodon
Parvavorodon — викопний рід гієнодонтів, знайдений у Північній Африці в еоценову епоху. Наразі це монотипний рід, який містить один вид — P. gheerbranti.